# Scybalocanthon moniliatus
Scybalocanthon moniliatus är en skalbaggsart som beskrevs av Bates 1887. Scybalocanthon moniliatus ingår i släktet Scybalocanthon och familjen bladhorningar. Inga underarter finns listade i Catalogue of Life.